# (10000) Мириостос
(10000) Мириостос (лат. Myriostos) — типичный астероид главного пояса, который был открыт 30 сентября 1951 года американским астрономом А. Уилсоном в астрономической Паломарской обсерватории и назван греческим словом Myriostos, что означает «десятитысячный», в честь всех астрономов прошлого и настоящего, которые на протяжении последних 178 лет участвовали в поиске и открытии этих первых 10 000 астероидов.
- Орбита астероида Мириостос и его положение в Солнечной системе

Название было присвоено после исторического съезда МАС в 2006 году, когда Плутон был лишён статуса девятой планеты Солнечной системы и должен был классифицироваться как карликовая планета со своим порядковым номером (с учётом десятитысячного астероида).